# سياسة التأشيرات في موريشيوس
يجب على زوار موريشيوس الحصول على تأشيرة مسبقًا، ما لم يكونوا من مواطني الدول المعفاة من التأشيرة أو مؤهلين للحصول على تأشيرة عند الوصول.
بينما يُعفى معظم زوار موريشيوس من التأشيرة أو يمكنهم الحصول على تأشيرة عند الوصول، يجب على مواطني بعض الدول الحصول على تأشيرة مسبقًا قبل السماح لهم بدخول البلاد.

## متطلبات الدخول
يُطلب من المسافرين القادمين إلى موريشيوس تعبئة "استمارة موريشيوس الشاملة للسفر" الصادرة عن وزارة الصحة والرفاهية، سواء عبر الإنترنت أو عند الوصول إلى موريشيوس.
بموجب قانون موريشيوس، يُطلب من جميع الزوار حمل دليل على توفر أموال كافية لتغطية إقامتهم (بحد أدنى 100 دولار أمريكي يوميًا)، إضافة إلى حجز فندقي مؤكد والوثائق المطلوبة لوجهتهم التالية.

## خريطة سياسة التأشيرات

موريشيوس
لا تتطلب تأشيرة (90 يومًا)
لا تتطلب تأشيرة (60 يومًا)
تأشيرة عند الوصول (60 يومًا)
تأشيرة عند الوصول (14 يومًا)
تأشيرة مطلوبة للدخول، عبور بدون تأشيرة
تأشيرة مطلوبة للدخول والعبور

## الإعفاء من التأشيرة
لا يحتاج حاملو جوازات السفر الصادرة عن الدول أو الأقاليم التالية إلى تأشيرة لدخول موريشيوس. يُسمح لهم بالبقاء لمدة أقصاها 180 يومًا في السنة التقويمية للزيارات السياحية، ولمدة أقصاها 120 يومًا في السنة التقويمية للزيارات التجارية (إلا إذا نص على خلاف ذلك):
| - جميع الدول الأعضاء في الاتحاد الأوروبي \| - أنغولا - أنتيغوا وباربودا - الأرجنتين - أستراليا - الباهاماس - البحرين - بربادوس - بليز - بنين - بوتسوانا - البرازيل - بروناي - بوروندي - كندا - الرأس الأخضر - تشاد - تشيلي - الصين1 - جمهورية الكونغو - الكونغو الديمقراطية - دومينيكا - مصر \| - إسواتيني - فيجي - الغابون - غامبيا - جورجيا - غانا - غرينادا - هونغ كونغ - آيسلندا - الهند - إسرائيل - جامايكا - اليابان - كينيا - كيريباتي - كوريا الجنوبية - الكويت - ليسوتو - ليختنشتاين - ماكاو - مالاوي - ماليزيا \| - المالديف - المكسيك - موناكو - موزمبيق - ناميبيا - ناورو - نيوزيلندا - النرويج - عُمان - بابوا غينيا الجديدة - باراغواي - قطر - روسيا - رواندا - ساموا - سان مارينو - المملكة العربية السعودية - سيشل - سيراليون - سنغافورة - جزر سليمان - جنوب أفريقيا \| - سيراليون - سانت كيتس ونيفيس - سانت لوسيا - سانت فنسنت والغرينادين - سورينام - سويسرا - تنزانيا - تونغا - ترينيداد وتوباغو - تونس - تركيا - توفالو - أوغندا - أوكرانيا - الإمارات العربية المتحدة - المملكة المتحدة - الولايات المتحدة - فانواتو - الفاتيكان - زامبيا - زيمبابوي \| \| | | | |  |
| - أنغولا - أنتيغوا وباربودا - الأرجنتين - أستراليا - الباهاماس - البحرين - بربادوس - بليز - بنين - بوتسوانا - البرازيل - بروناي - بوروندي - كندا - الرأس الأخضر - تشاد - تشيلي - الصين1 - جمهورية الكونغو - الكونغو الديمقراطية - دومينيكا - مصر | - إسواتيني - فيجي - الغابون - غامبيا - جورجيا - غانا - غرينادا - هونغ كونغ - آيسلندا - الهند - إسرائيل - جامايكا - اليابان - كينيا - كيريباتي - كوريا الجنوبية - الكويت - ليسوتو - ليختنشتاين - ماكاو - مالاوي - ماليزيا | - المالديف - المكسيك - موناكو - موزمبيق - ناميبيا - ناورو - نيوزيلندا - النرويج - عُمان - بابوا غينيا الجديدة - باراغواي - قطر - روسيا - رواندا - ساموا - سان مارينو - المملكة العربية السعودية - سيشل - سيراليون - سنغافورة - جزر سليمان - جنوب أفريقيا | - سيراليون - سانت كيتس ونيفيس - سانت لوسيا - سانت فنسنت والغرينادين - سورينام - سويسرا - تنزانيا - تونغا - ترينيداد وتوباغو - تونس - تركيا - توفالو - أوغندا - أوكرانيا - الإمارات العربية المتحدة - المملكة المتحدة - الولايات المتحدة - فانواتو - الفاتيكان - زامبيا - زيمبابوي |  |

1 - بحد أقصى 60 يومًا لكل زيارة.
بالإضافة إلى ذلك، تُمنح إقامة بدون تأشيرة لمدة 90 يومًا للمسافرين التاليين (إلا إذا نص على خلاف ذلك):
- حاملو جوازات السفر الدبلوماسية والرسمية/الخدمية من أي دولة (باستثناء أفغانستان، العراق، كوسوفو، ليبيا، الصين، فلسطين، الصومال، جنوب السودان، السودان، سوريا واليمن);
- حاملو جوازات السفر الدبلوماسية والرسمية/الخدمية من الصين لا يحتاجون إلى تأشيرة لمدة تصل إلى 60 يومًا.
- أفراد طاقم السفن المسافرين في مهمة عمل أو في عبور للالتحاق بسفينة أخرى؛
- حاملو وثيقة سفر صادر عن الأمم المتحدة، الكوميسا، سادك أو أي منظمة أخرى معترف بها دوليًا؛
- حاملو وثيقة سفر الإنتربول؛
- حاملو وثائق السفر الصادرة عن أفريكا ري[الإنجليزية] وبنك التنمية الإفريقي بالنسبة لمديريهم أو موظفيهم أثناء السفر في مهمة رسمية؛
- حاملو جواز مرور الاتحاد الأوروبي؛
- الأشخاص الذين ينوون البقاء في موريشيوس فقط خلال فترة إقامة السفينة التي وصلوا بها وسيغادرون على متنها؛
- أزواج وأطفال المواطنين والمقيمين في موريشيوس دون سن الثانية عشرة لا يحتاجون إلى تأشيرة للإقامة غير المحدودة.[2]

## التأشيرة عند الوصول
يمكن للزوار من أي دولة أو إقليم لا يُعفى من التأشيرة ولا يندرج ضمن الفصل التالي الحصول على تأشيرة عند الوصول إما لمدة 60 يومًا أو لمدة أسبوعين.

### 60 يومًا
يمكن لحاملي جوازات السفر الصادرة عن الدول أو الأقاليم التالية الحصول على تأشيرة عند الوصول لمدة إقامة أقصاها 60 يومًا.
| - ألبانيا - أندورا - أرمينيا - أذربيجان - بيلاروس - بوتان - بوليفيا - البوسنة والهرسك - بوركينا فاسو - كمبوديا - الكاميرون - جمهورية أفريقيا الوسطى - كولومبيا - كوستاريكا - كوبا - جيبوتي - جمهورية الدومينيكان - الإكوادور - السلفادور - غينيا الاستوائية - إريتريا | - إثيوبيا - غواتيمالا - غينيا - غينيا بيساو - هايتي - هندوراس - إندونيسيا - الأردن - كازاخستان - قيرغيزستان - لبنان - ليبيريا - مالطا - جزر مارشال - موريتانيا - ميكرونيزيا - مولدوفا - منغوليا - الجبل الأسود - المغرب - نيبال | - نيكاراغوا - النيجر - مقدونيا الشمالية - بالاو - بنما - بيرو - الفلبين - ساو تومي وبرينسيب - السنغال - صربيا - سريلانكا - تايوان - طاجيكستان - تايلاند - تيمور الشرقية - توغو - تركمانستان - الإمارات العربية المتحدة - الأوروغواي - أوزبكستان - فنزويلا - فيتنام |  |

### أسبوعان
يمكن لحاملي جوازات السفر الصادرة عن الدول أو الأقاليم التالية الحصول على تأشيرة عند الوصول لمدة إقامة أقصاها أسبوعان.
| - الجزائر - جزر القمر - إيران | - مدغشقر - ميانمار - نيجيريا |  |

## التأشيرة مطلوبة
يجب على مواطني الدول والأقاليم الستة عشر التالية الحصول على تأشيرة مسبقًا من إحدى البعثات الدبلوماسية الموريشيوسية:
| - أفغانستان - بنغلاديش - غيانا - العراق | - كوسوفو - ليبيا - لاوس - مالي | - كوريا الشمالية - باكستان - فلسطين - الصومال | - جنوب السودان - السودان - سوريا - اليمن |  |

## العبور دون تأشيرة
يجوز لحاملي تذاكر سفر مؤكدة لمواصلة الرحلة العبور عبر موريشيوس دون تأشيرة لمدة أقصاها 24 ساعة. ولا ينطبق ذلك على مواطني الدول التالية:
| - أفغانستان - العراق - ليبيا - باكستان - الصومال | - جنوب السودان - السودان - سوريا - اليمن |  |

يجب على الركاب العابرين أن يحملوا وثيقة سفر مقبولة لدخول موريشيوس.
ولا يُطلب من البحارة التجاريين العابرين الحصول على تأشيرة بغض النظر عن جنسيتهم أو وسيلة النقل إذا تم إبلاغ الحكومة من قبل شركة الشحن.

## تأشيرة موريشيوس السياحية المميزة
في أكتوبر 2020، أطلقت حكومة موريشيوس تأشيرة السفر المميزة استجابةً لتأثيرات كوفيد-19 على قطاع السياحة في موريشيوس.
التأشيرة متاحة لأي شخص يمكنه إثبات امتلاكه للموارد المالية الكافية لإعالة نفسه للعيش في موريشيوس. ولا تسمح هذه التأشيرة لحامليها بالعمل في الاقتصاد الموريشيوسي.

## إحصاءات
أغلب الزوار القادمين إلى موريشيوس كانوا من الدول أو الأقاليم التالية:
| الجنسية                  | المجموع   | المجموع   | المجموع   | المجموع   | المجموع   |
| الجنسية                  | 2018      | 2017      | 2016      | 2015      | 2014      |
| ------------------------ | --------- | --------- | --------- | --------- | --------- |
|                          | 2018      | 2017      | 2016      | 2015      | 2014      |
| فرنسا                    | 285,271   | 273,419   | 271,963   | 254,323   | 243,665   |
| المملكة المتحدة          | 151,846   | 149,807   | 141,904   | 129,754   | 115,326   |
| لا ريونيون               | 138,439   | 146,040   | 146,203   | 143,845   | 141,665   |
| ألمانيا                  | 132,815   | 118,856   | 103,761   | 75,237    | 62,231    |
| جنوب أفريقيا             | 128,091   | 112,129   | 104,834   | 101,943   | 93,120    |
| الهند                    | 85,766    | 86,294    | 82,670    | 72,135    | 61,167    |
| الصين                    | 65,739    | 72,951    | 79,374    | 89,584    | 63,365    |
| سويسرا                   | 41,084    | 40,252    | 36,272    | 30,680    | 29,985    |
| إيطاليا                  | 38,362    | 35,101    | 31,337    | 29,185    | 29,557    |
| أستراليا                 | 20,948    | 21,271    | 18,559    | 17,835    | 17,529    |
| النمسا                   | 18,577    | 17,596    | 16,643    | 11,425    | 8,303     |
| السعودية                 | 16,507    | 5,142     | 3,164     | 2,854     | 2,390     |
| هولندا                   | 16,418    | 13,269    | 10,080    | 6,926     | 4,796     |
| بلجيكا                   | 15,727    | 16,420    | 15,675    | 14,223    | 11,465    |
| السويد                   | 15,539    | 15,516    | 14,551    | 11,634    | 6,454     |
| إسبانيا                  | 15,064    | 15,252    | 15,304    | 10,013    | 8,633     |
| مدغشقر                   | 14,365    | 12,730    | 11,740    | 12,215    | 13,039    |
| التشيك                   | 14,254    | 10,495    | 8,503     | 7,267     | 6,852     |
| الإمارات العربية المتحدة | 12,058    | 11,866    | 9,614     | 9,050     | 8,001     |
| روسيا                    | 11,006    | 11,153    | 9,295     | 11,444    | 13,289    |
| بولندا                   | 10,805    | 11,318    |           |           |           |
| الولايات المتحدة         | 10,525    | 9,655     |           |           |           |
| كندا                     | 7,751     | 6,908     |           |           |           |
| الدنمارك                 | 7,418     | 6,971     |           |           |           |
| كوريا الجنوبية           | 7,204     | 6,858     |           |           |           |
| سيشل                     | 5,370     | 6,258     |           |           |           |
| النرويج                  | 5,332     | 5,005     |           |           |           |
| فنلندا                   | 4,949     | 4,461     |           |           |           |
| البرتغال                 | 4,912     | 4,254     |           |           |           |
| رومانيا                  | 4,369     | 2,691     |           |           |           |
| سلوفاكيا                 | 4,237     | 3,235     |           |           |           |
| كينيا                    | 4,035     | 3,422     |           |           |           |
| أيرلندا                  | 4,004     | 4,020     |           |           |           |
| البرازيل                 | 3,744     | 4,659     |           |           |           |
| المجر                    | 3,276     | 2,829     |           |           |           |
| الفلبين                  | 2,871     | 2,742     |           |           |           |
| سنغافورة                 | 2,809     | 3,230     |           |           |           |
| أوكرانيا                 | 2,765     | 2,854     |           |           |           |
| تركيا                    | 2,600     | 2,594     |           |           |           |
| إندونيسيا                | 2,519     | 2,670     |           |           |           |
| زيمبابوي                 | 2,496     | 2,553     |           |           |           |
| ماليزيا                  | 2,264     | 4,352     |           |           |           |
| إسرائيل                  | 2,167     | 1,698     |           |           |           |
| نيجيريا                  | 2,157     | 1,331     |           |           |           |
| اليابان                  | 2,046     | 2,315     |           |           |           |
| لوكسمبورغ                | 1,924     | 1,802     |           |           |           |
| بلغاريا                  | 1,913     | 1,386     |           |           |           |
| تايوان                   | 1,767     | 1,592     |           |           |           |
| سلوفينيا                 | 1,740     | 1,312     |           |           |           |
| هونغ كونغ                | 1,519     | 1,512     |           |           |           |
| ناميبيا                  | 1,358     | 1,505     |           |           |           |
| مايوت                    | 1,355     | 1,340     |           |           |           |
| باكستان                  | 1,207     | 1,088     |           |           |           |
| بنغلاديش                 | 1,195     | 1,157     |           |           |           |
| إسبانيا                  | 1,182     | 1,331     |           |           |           |
| زامبيا                   | 1,124     | 994       |           |           |           |
| بوتسوانا                 | 1,070     | 1,072     |           |           |           |
| إستونيا                  | 1,049     | 808       |           |           |           |
| نيوزيلندا                | 1,002     | 1,052     |           |           |           |
| جزر القمر                | 956       | 886       |           |           |           |
| اليونان                  | 938       | 1,034     |           |           |           |
| المغرب                   | 901       | 771       |           |           |           |
| ليتوانيا                 | 829       | 1,046     |           |           |           |
| كرواتيا                  | 823       | 675       |           |           |           |
| موزمبيق                  | 809       | 876       |           |           |           |
| لاتفيا                   | 800       | 672       |           |           |           |
| تنزانيا                  | 797       | 697       |           |           |           |
| المجموع                  | 1,399,287 | 1,341,860 | 1,275,227 | 1,151,252 | 1,038,968 |